# Repellent-1
Repelent-1 est un complexe de guerre électronique visant à contrer les mini-drones.

## Description
Ce système est prévu pour paralyser et détruire les mini-drones d'une douzaine de centimètres et de quelques kilos, ces drones ne pouvant être détectés ni par la défense antiaérienne classique ni par les dispositifs de guerre électronique courants, car ils ne détectent pas les mini-drones.
Ce système fonctionne jusqu'à 2,5 km. Il utilise le véhicule porteur MAZ-6317.

## Opérateurs
- Russie Forces armées
- Algérie Armée nationale populaire

## Déploiement
Le Repellent-1 a été déployé dans l'est de l'Ukraine.